# El misterioso caso de Styles
El misterioso caso de Styles (en inglés: The Mysterious Affair at Styles) es la primera novela de ficción detectivesca de la escritora británica Agatha Christie, escrita a mediados de la Primera Guerra Mundial en 1916, y publicada por primera vez por John Lane en los Estados Unidos en octubre de 1920 y en el Reino Unido por The Bodley Head (compañía de John Lane) el 21 de enero de 1921.
En este libro aparecen tres de sus más relevantes personajes, Poirot, Hastings, su fiel amigo y ayudante, y el Inspector Japp.
La obra fue llevada al cine con David Suchet como Poirot.
La novela se sitúa en una casa de campo en Essex, donde la rica propietaria de la mansión Styles es encontrada muerta en su cama, aparentemente víctima de un ataque cardíaco. Las puertas del cuarto estaban cerradas por dentro y todo indica una muerte natural. Pero el médico de la familia levanta una sospecha: asesinato por envenenamiento. Todos los huéspedes de la vieja mansión tenían motivos para matar a la viuda Emily Inglethorp y ninguno de ellos posee una coartada satisfactoria. Para solucionar el crimen entra en acción el detective Hércules Poirot, irresistible personaje creado por Agatha Christie y que aparece por vez primera en este intrigante caso.

## Argumento
Hastings, dado por inválido en el frente, es enviado de regreso a Inglaterra, donde pasa unos meses en una casa de convalecencia. Su encuentro casual con John Cavendish, le permite pasar un mes de permiso en la residencia de Styles, donde ya había estado siendo más joven.
En Styles Court viven John y su mujer Mary, Lawrence, hermano menor de John, la madrastra de ambos, Emily, viuda y heredera del señor Cavendish, ahora casada con quien fuera su secretario, Alfred Inglethorp, más joven que ella; .Evelyn Howard, prima de este y amiga de la señora Inglethorp; y Cynthia Murdoch, joven enfermera, huérfana de una amiga de Emily.
El matrimonio entre John Cavendish y su mujer se ha distanciado, según observa Hastings, quien cree descubrir un affaire entre John y Cynthia Murdoch y entre Mary y el doctor Bauerstein, especialista toxicólogo que se encuentra en el pueblo haciendo una cura de reposo tras sufrir un grave desequilibrio nervioso.
Evelyn Howard, tras una discusión con Emily, a quien dice lo que piensa de su primo Alfred, es decir, que este se ha casado con ella únicamente por su dinero y que mantiene paralelamente relaciones con la joven mujer del granjero Raikes, se marcha de Styles Court, pidiéndole antes a Hastings que cuide de Emily, que según dice, «está rodeada de una manada de tiburones que únicamente quieren su dinero.»
Una noche, la señora Inglethorp muere en su cama entre violentas convulsiones. Wilkins, su doctor de cabecera, influenciado por la opinión de su colega Bauerstein, declara que es necesario hacer la autopsia dado lo extraño de la muerte, producida, según sospecha Hastings, por envenenamiento.
Hastings le propone a John Cavendish llamar a su amigo el detective privado Hércules Poirot, que se encuentra en el pueblo debido a la fiesta de la caridad que había organizado la difunta señora Inglethorp, quien había ayudado a varios refugiados compatriotas del detective belga.
Poirot acepta la invitación de intervenir en el caso. Su investigación, junto a la actuación del inspector Japp y su ayudante Summerhayes, policías de Scotland Yard, van descartando a algunos personajes como posibles autores del asesinato: Alfred Inglethorp, viudo de Emily y principal sospechoso en un primer momento del crimen, estuvo con su amante, la señora Raikes, cuando ocurrieron los hechos; su prima Evelyn Howard, que vuelve a Styles Court, hizo guardia en el hospital donde trabaja; y el doctor Bauerstein, de origen alemán, es detenido por los policías de Scotland Yard acusado de ser un espía al servicio de Alemania.
Para sorpresa de todos, John Cavendish es detenido por el asesinato de su madrastra al encontrarse en su habitación un frasco con estricnina. Pero gracias a las investigaciones de Poirot, quien descubre que era John y no Alfred Inglethorp, como mantenía Evelyn Howard, el amante de la señora Raikes, son detenidos los verdaderos culpables del asesinato de la señora Inglethorp: los primos y amantes Alfred Inglethorp y Evelyn Howard.
John y Mary Cavendish se reconcilian y Lawrence y Cynthia Murdoch se unen sentimentalmente. En cuanto a Hastings y Hércules Poirot, este último le dice al primero: «Puede que volvamos a trabajar juntos, ¿quién sabe?»

## Recepción crítica
La primera novela de misterio de Christie fue bien recibida por los críticos. Un análisis de 1990 del escritor y crítico británico Robert Barnard fue positivo acerca de la trama, y menciona que es una de las pocas novelas de Christie que está bien anclada en el tiempo y el lugar, una historia que sabe que describe el final de una era con una trama ingeniosa.

## Personajes
- Hércules Poirot: Renombrado detective privado belga. Vive en Inglaterra tras ser desplazado por la guerra en Europa. Su viejo amigo Hastings le encargó investigar el caso.
- Arthur Hastings: Amigo de Poirot y narrador de la historia. Se hospeda en Styles Court durante su baja por enfermedad en el Frente Occidental.
- Inspector Japp: Detective de Scotland Yard a cargo de investigar el caso. Conocía a Poirot en la época en que transcurre la novela.
- Emily Inglethorp: Una adinerada anciana de unos 70 años, esposa de Alfred Inglethorp. Heredó la fortuna y casa en Styles Court de su primer marido, el Sr. Cavendish. Es la víctima del caso.
- Alfred Inglethorp: Segundo marido de Emily, veinte años menor que ella. La familia de ella lo consideraba un cazafortunas consentido.
- John Cavendish: Hijastro mayor de Emily, fruto del matrimonio de su primer marido, y hermano de Lawrence. John conoce a Hastings desde hace muchos años. Anteriormente ejerció como abogado y actualmente es hacendado rural. Es él quien invita a Hastings a ver a Styles casi al principio de la historia. Hay problemas dentro de su matrimonio con su esposa Mary.
- Mary Cavendish: Esposa de John y amiga del Dr. Bauerstein.
- Lawrence Cavendish: Hijastro menor de Emily, fruto del matrimonio anterior de su primer marido, y hermano de John. Estudió medicina y consiguió graduarse como médico.
- Evelyn Howard: Compañera de bajo rango de Emily y prima segunda de Alfred Inglethorp, por quien, sin embargo, expresa una fuerte antipatía.
- Cynthia Murdoch: Hija huérfana de un amigo fallecido de la familia. Trabaja en tiempos de guerra en el dispensario de un hospital cercano.
- Dr. Bauerstein: Conocido toxicólogo que vive no lejos de Styles.
- Dorcas: Sirvienta de Styles. Leal a la Sra. Inglethorp.